# Список призерів Олімпійських ігор з триатлону
Повний список всіх медалістів Олімпійських ігор з триатлону з 2000 року.

## Чоловіки
| Дисципліни | Золото               | Срібло           | Бронза           |
| ---------- | -------------------- | ---------------- | ---------------- |
| 2000       | Саймон Вітфілд       | Стефан Вукович   | Ян Ржегула       |
| 2004       | Гаміш Картер         | Беван Догерті    | Свен Рідерер     |
| 2008       | Ян Фродено           | Саймон Вітфілд   | Беван Догерті    |
| 2012       | Алістер Браунлі      | Хав'єр Гомес     | Джонатан Браунлі |
| 2016       | Алістер Браунлі      | Джонатан Браунлі | Генрі Шуман      |
| 2020       | Крістіан Блюменфельд | Алекс Ї          | Гейден Вайлд     |

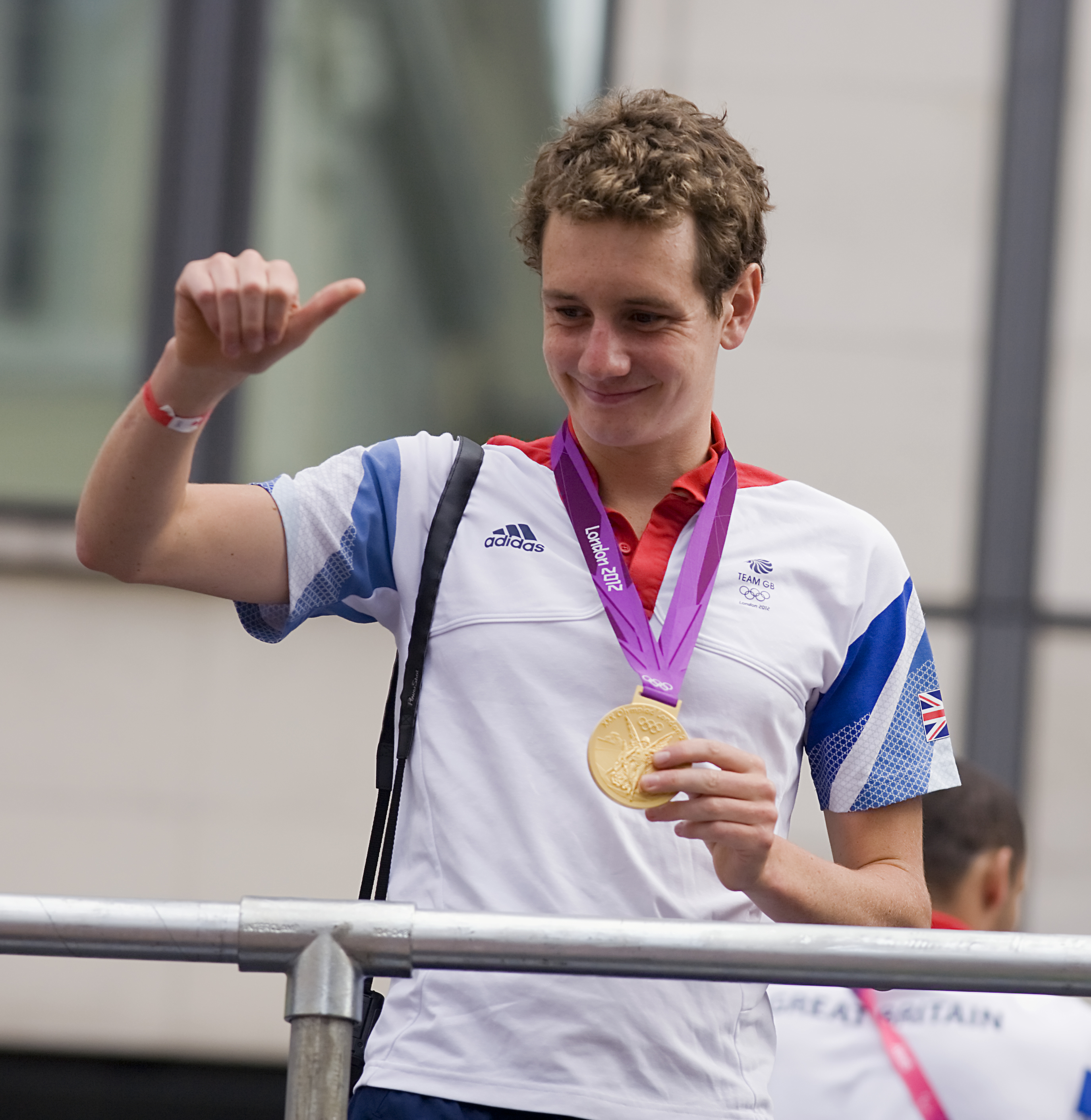
Алістер Браунлі (2012)
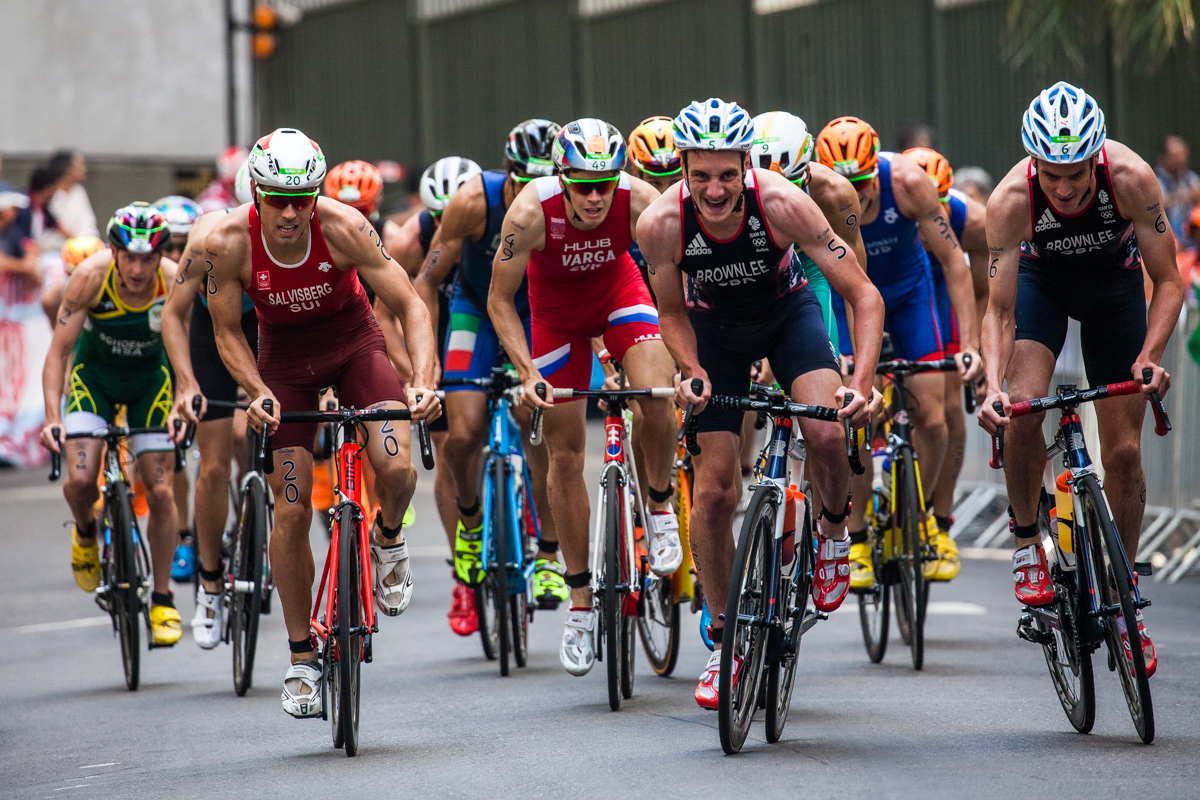
2016
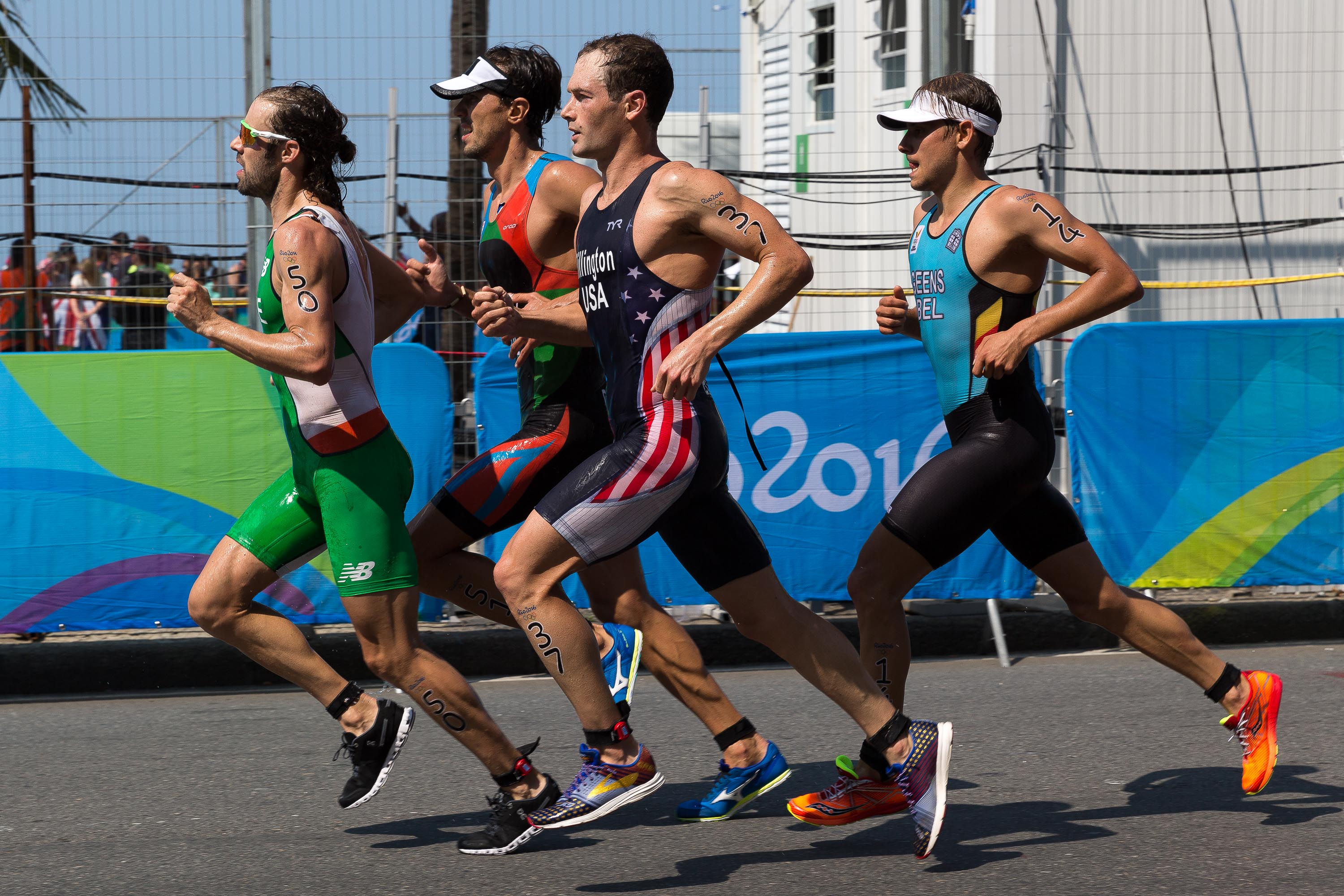
2016

## Жінки
| Дисципліни | Золото           | Срібло                | Бронза         |
| ---------- | ---------------- | --------------------- | -------------- |
| 2000       | Брігітт Макмегон | Мішель Джонс          | Магалі Мессмер |
| 2004       | Кейт Аллен       | Лоретта Гарроп        | Сьюзан Вільямс |
| 2008       | Емма Сноусілл    | Ванесса Фернандеш     | Емма Моффатт   |
| 2012       | Нікола Шпіріг    | Ліза Нурден           | Ерін Деншем    |
| 2016       | Гвен Йоргенсен   | Нікола Шпіріг         | Вікі Голланд   |
| 2020       | Флора Даффі      | Джорджия Тейлор-Браун | Кеті Зеферес   |

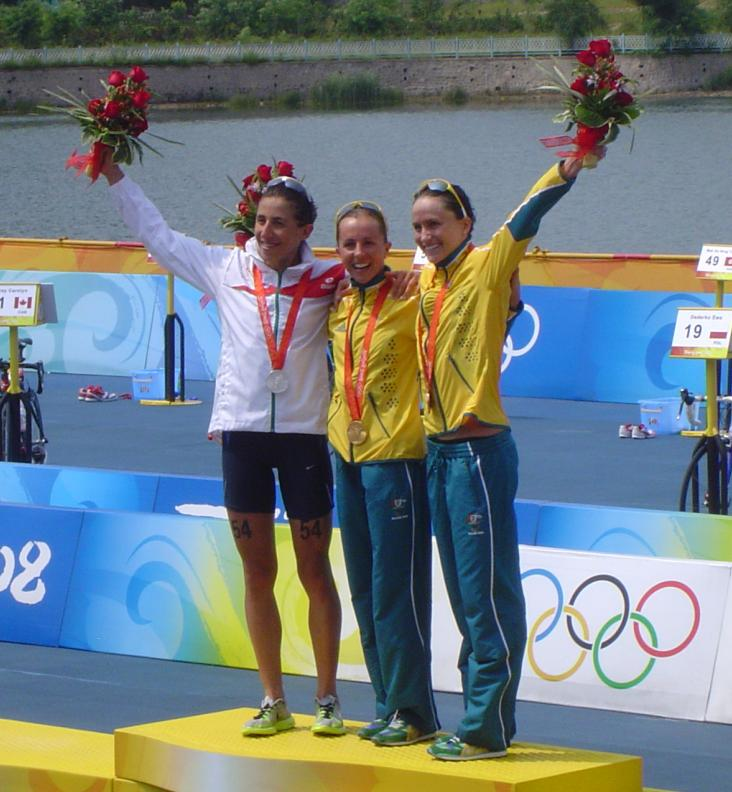
2008
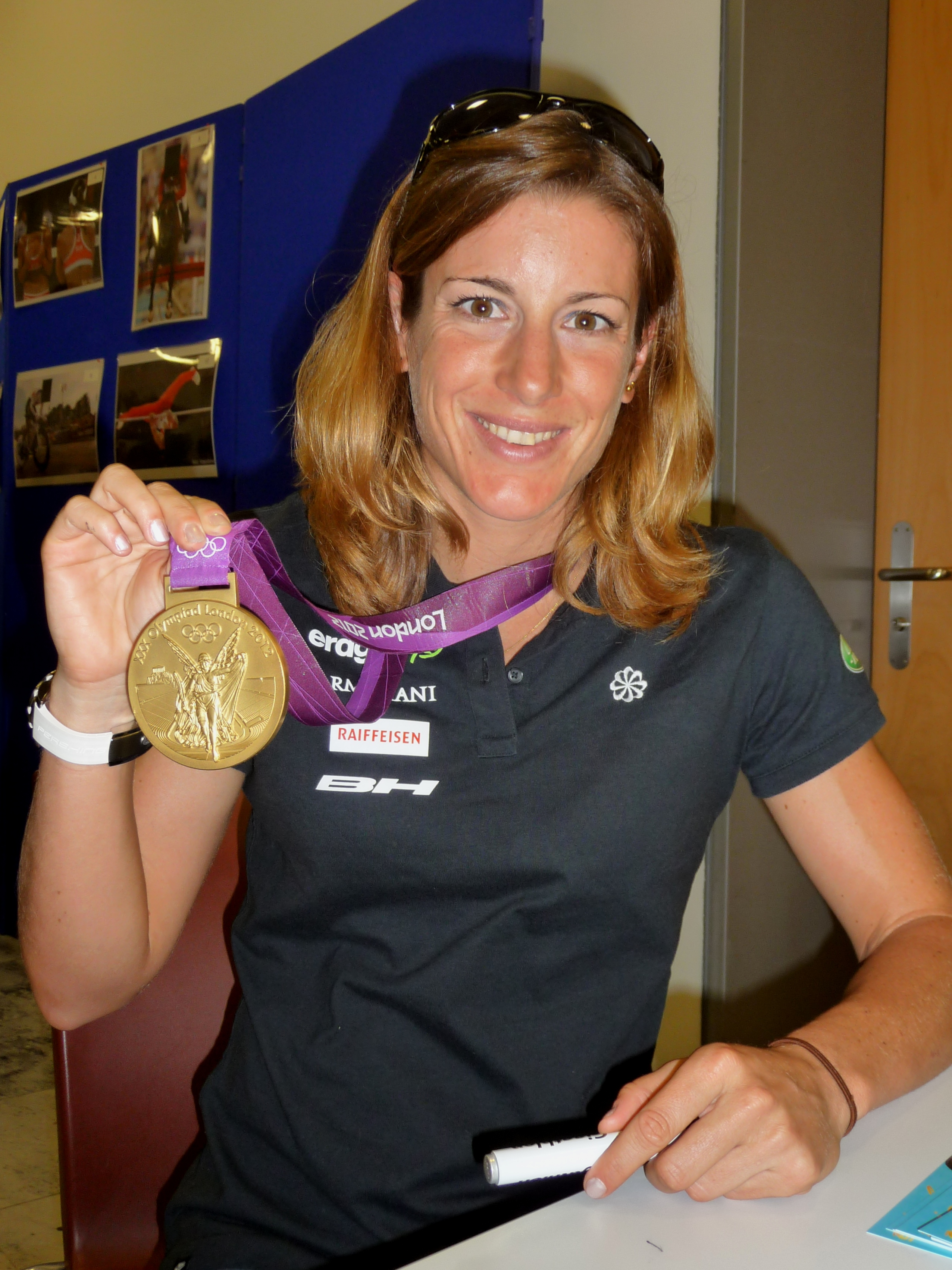
Нікола Шпіріг (2012)
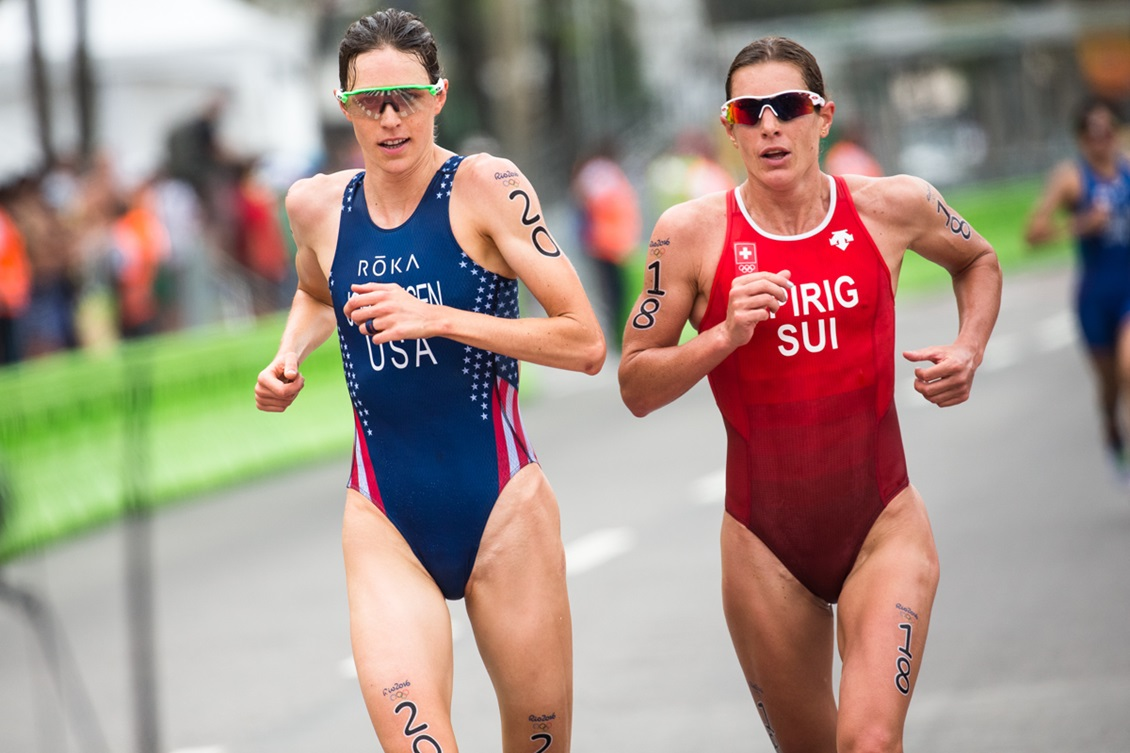
Йоргенсен і Шпіріг (2016)

## Мікст
| Дисципліни | Золото                                                                                | Срібло                                                           | Бронза                                                                 |
| ---------- | ------------------------------------------------------------------------------------- | ---------------------------------------------------------------- | ---------------------------------------------------------------------- |
| 2020       | Велика Британія (GBR) Джессіка Лермонт Джонатан Браунлі Джорджія Тейлор-Браун Алекс Ї | США (USA) Кеті Зеферес Кевін Макдавелл Тейлор Нібб Морган Пірсон | Франція (FRA) Леоні Перійо Доріан Коннінкс Кассандра Богран Венсан Луї |

## Сумарні показники
| Країна             | Всього | Золото | Срібло | Бронза |
| ------------------ | ------ | ------ | ------ | ------ |
| Велика Британія    | 8      | 3      | 3      | 2      |
| Швейцарія          | 5      | 2      | 1      | 2      |
| Австралія          | 5      | 1      | 2      | 2      |
| Нова Зеландія      | 4      | 1      | 1      | 2      |
| США                | 4      | 1      | 1      | 2      |
| Канада             | 2      | 1      | 1      | 0      |
| Німеччина          | 2      | 1      | 1      | 0      |
| Австрія            | 1      | 1      | 0      | 0      |
| Бермудські Острови | 1      | 1      | 0      | 0      |
| Норвегія           | 1      | 1      | 0      | 0      |
| Португалія         | 1      | 0      | 1      | 0      |
| Іспанія            | 1      | 0      | 1      | 0      |
| Швеція             | 1      | 0      | 1      | 0      |
| Чехія              | 1      | 0      | 0      | 1      |
| ПАР                | 1      | 0      | 0      | 1      |
| Франція            | 1      | 0      | 0      | 1      |